# Adrian Dingli

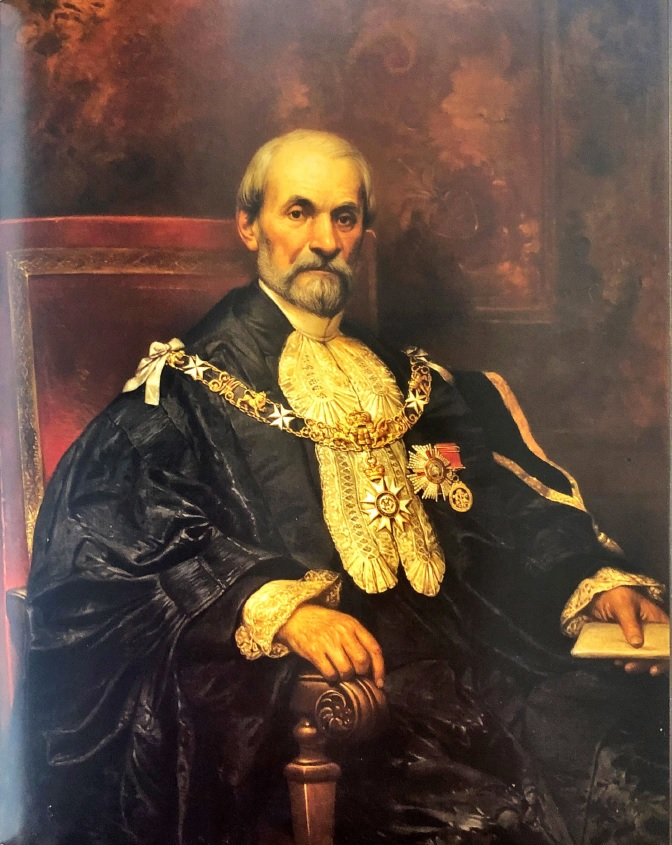
Porträt von Sir Adrian Dingli (1896)

Sir Adrian  Dingli (auch Adriano Dingli), GCMG, CB (* 8. Oktober 1817 in Valletta; † 25. November 1900) war ein maltesischer Politiker und Chef des Justizwesens (Chief Justice of Malta) der damaligen britischen Kolonie Malta.

## Leben
Dingli wurde in Valletta, Malta als Sohn von Sir Paolo Dingli  geboren. Sein Vater war ein bedeutender Jurist und Präsident des Berufungsgerichtshofes (Court of Appeal). Er studierte am Bischöflichen Priesterseminar in Mdina, anschließend Jura an der Universität Malta und promovierte dort 1836 im Alter von 19 Jahren. Er erweiterte seine Kenntnisse der Sprachen und des Rechtswesens in Rom, Bologna, Bonn, Heidelberg, an der Sorbonne und in London und praktizierte anschließend als Anwalt.
Nachdem 1849 Malta eine Verfassung und das Recht auf beschränkte Selbstverwaltung gewährt wurde, wurde Dingli als Vertreter der Insel Gozo in den Regierungsrat (Council of Government) gewählt. Als Mitglied des Regierungsrates trieb er 1852 die Bildung der maltesischen Miliz voran. Im Jahr 1854 wurde er Kronanwalt und betrieb in dieser Funktion die Konsolidierung des bürgerlichen Rechts auf den Inseln. Dingli war auch als Berater des britischen Gouverneurs und Sekretärs der Kolonialregierung tätig. In dieser Funktion förderte er den Ausbau des Hafens und den Bau des Marktes und des Königlichen Theaters (Royal Opera House, 1866–1942) in Valletta sowie der Irrenanstalt in Attard. 1859 wurde er Companion des Order of the Bath (CB), 1860 Knight Commander des Order of St. Michael and St. George (KCMG) und wurde 1868 zum Knight Grand Cross dieses Ordens erhoben (GCMG).
Im Jahr 1862 verhandelte er in Turin über ein Auslieferungsabkommen mit Italien. Während seiner Zeit als Kronanwalt erarbeitete er die Grundzüge des maltesischen Rechtssystems, insbesondere des Zivilrechts, die 1868 und 1873 als maltesisches Zivilgesetzbuch in Kraft gesetzt wurden. 1880 wurde er zum Präsidenten des Berufungsgerichtshofes (Court of Appeal) ernannt und erhielt den Titel eines Chief Justice of Malta. Dingli vertrat die maltesische Regierung auf diversen Auslandsreisen. Praktisch nahm er die Rolle des Gouverneurs Maltas wahr.
Dingli war zweimal verheiratet, in erster Ehe mit Catherine Mamo-Mompalao († 1857) und in zweiter Ehe mit Amy Mildred Charlton.
Dingli starb am 25. November 1900. Ein Denkmal mit einer Bronze-Büste von Antonio Sciortino wurde in der Mall, Floriana, errichtet und 1907 von König Eduard VII. eingeweiht. Verschiedene Straßen, Plätze und Schulen rund um Malta sind nach Adrian Dingli benannt, und im Jahr 2003 gab die Maltesische Zentralbank (Central Bank of Malta) eine Gedenkmünze mit dem Porträt Sir Adrian Dinglis als dritte einer Serie über verdienstvolle maltesische Persönlichkeiten heraus.